# Symboles typographiques japonais
Cette page contient des caractères spéciaux ou non latins. S’ils s’affichent mal (▯, ?, etc.), consultez la page d’aide Unicode.
 (mai 2020).
Si vous disposez d'ouvrages ou d'articles de référence ou si vous connaissez des sites web de qualité traitant du thème abordé ici, merci de compléter l'article en donnant les références utiles à sa vérifiabilité et en les liant à la section « Notes et références ».
Cet article recense des caractères typographiques japonais qui ne sont pas inclus dans les kanji ni les kana.

## Marques d'itération
Cette liste recense les marques d'itération japonaises, symboles permettant d'éviter la répétition d'un ou plusieurs caractères.
| Symbole  | Code JIS X 0208 | Unicode | Nom(s)                                                        | Utilisation |        |
| -------- | --------------- | ------- | ------------------------------------------------------------- | --- | ------ |
| 々       | 2139            | U+3005  | Noma (ノマ) Kuma Kurikaeshi (繰り返し) Dō no jiten (同の字点) | Marque d'itération de kanji. Contrairement à dō (仝), noma n'est pas un kanji. Par exemple, 人人 (hitobito, « les gens ») peut être écrit 人々. |        |
| 仝       | 2138            | U+4EDD  | Dō no jiten (同の字点)                                        | Marque d'itération de kanji. Contrairement à noma (々), dō est lui-même un kanji (couramment considéré comme une ancienne forme de 同, « même », et signifie littéralement « le même que… »). Il est parfois utilisé dans le shōgi pour désigner la pièce promue +L (en français le « lancier d’or ») à la place de 成香 (narikyō, « lancier promu »). |        |
| ヽ       | 2152            | U+30FD  | Katakanagaeshi (かたかながえし) Kurikaeshi (くりかえし)       | Marque d'itération de katakana. S'utilise lorsque le signe qu'il remplace n'est pas voisé, est usuellement (mais pas obligatoirement) restreint aux noms propres et peu courant dans les textes récents. Par exemple, ナナ (Nana) peut être écrit ナヽ. |        |
| ヾ       | 2153            | U+30FE  | Katakanagaeshi (かたかながえし) Kurikaeshi (くりかえし)       | Marque d'itération de katakana avec dakuten. S'utilise lorsque le signe qu'il remplace est voisé, est usuellement (mais pas obligatoirement) restreint aux noms propres et peu courant dans les textes récents. Par exemple, ヒビキ (Hibiki) peut être écrit ヒヾキ. |        |
| ゝ       | 2154            | U+309D  | Hiraganagaeshi (ひらがながえし) Kurikaeshi (くりかえし)       | Marque d'itération d'hiragana. S'utilise lorsque le signe qu'il remplace n'est pas voisé, est usuellement (mais pas obligatoirement) restreint aux noms propres et peu courant dans les textes récents. Par exemple, はは (haha, depuis le kanji seul « mère » ; selon le kanji itéré, « les dents », « les feuilles », « les lames »...) peut être écrit はゝ. |        |
| ゞ       | 2136            | U+309E  | Hiraganagaeshi (ひらがながえし) Kurikaeshi (くりかえし)       | Marque d'itération d'hiragana avec dakuten. S'utilise lorsque le signe qu'il remplace est voisé, est usuellement (mais pas obligatoirement) restreint aux noms propres et peu courant dans les textes récents. Par exemple, はば (haba, « largeur ») peut être écrit はゞ. |        |
| 〃       | 2137            | U+3003  | Nonoten (ノノ点)                                              | Marque d'itération « idem » ou « dito ». Appelé nonoten à cause de sa ressemblance avec un double katakana ノ (no). Sert à répéter le signe (ou le terme dans le cas d'un mot en romaji) de la ligne précédente dans une liste ou un tableau. Par exemple : \| 人物 \| 属性 \| 色 \| 部隊 \| 標語 \| 血液型 \| \| -------- \| ------ \| -- \| ------------------ \| ------------------------------- \| ------ \| \| 銀月餓狼 \| 月・銀 \| 銀 \| ＢＲ．ＳＲ．Ｋ \| 「Ｓｅｍｐｅｒ ｐａｒａｔｕｓ」 \| A型 \| \| 暁太陽 \| 日・金 \| 赤 \| ＡＭＡＴ．ＲＡＳＵ \| 「Ｖａｅ ｖｉｃｔｉｓ」 \| O型 \| \| 黒川妙火 \| 影・火 \| 黒 \| ＣＨＲ．ＮＯＢＯＧ \| 「Ｐａｒａ ｂｅｌｌｕｍ」 \| AB型 \| \| 〃〃水助 \| 〃・水 \| 〃 \| 〃 \| 〃 〃 \| 〃〃 \| Dans cet exemple, les deux derniers personnages de la liste (Kurogawa Taeka et Kurogawa Yusuke) partagent le même nom de famille (黒川, Kurogawa), un même attribut (影, ombre), la même couleur (黒, noir), font partie de la même unité (CHR.NOBOG) et possèdent les mêmes devise (« Para bellum ») ainsi que groupe sanguin (AB型, groupe AB). |        |
| 〱       | Aucun           | U+3031  | Kunojiten (くの字点)                                          | Marque d'itération utilisée en tategaki, le sens d'écriture vertical, descendant et sinistroverse traditionnel du japonais. Signifie la répétition d'au moins deux kanas précédents. |        |
| 〲       | Aucun           | U+3032  | Kunojiten (くの字点)                                          | Marque d'itération utilisée en tategaki (kunojiten avec dakuten). Signifie la répétition d'au moins deux kanas précédents. |        |
| 〳       | Aucun           | U+3033  | Kunojiten (くの字点)                                          | Marque d'itération utilisée en tategaki (version en deux caractères). Signifie la répétition d'au moins deux kanas précédents. |        |
| 〵       | Aucun           | U+3035  | Kunojiten (くの字点)                                          | Marque d'itération utilisée en tategaki (version en deux caractères). Signifie la répétition d'au moins deux kanas précédents. |        |
| 〴       | Aucun           | U+3034  | Kunojiten (くの字点)                                          | Marque d'itération utilisée en tategaki (kunojiten avec dakuten ; version en deux caractères). Signifie la répétition d'au moins deux kanas précédents. |        |
| 〵       | Aucun           | U+3035  | Kunojiten (くの字点)                                          | Marque d'itération utilisée en tategaki (kunojiten avec dakuten ; version en deux caractères). Signifie la répétition d'au moins deux kanas précédents. |        |
| 人物     | 属性            | 色      | 部隊                                                          | 標語 | 血液型 |
| 銀月餓狼 | 月・銀          | 銀      | ＢＲ．ＳＲ．Ｋ                                                | 「Ｓｅｍｐｅｒ ｐａｒａｔｕｓ」 | A型    |
| 暁太陽   | 日・金          | 赤      | ＡＭＡＴ．ＲＡＳＵ                                            | 「Ｖａｅ ｖｉｃｔｉｓ」 | O型    |
| 黒川妙火 | 影・火          | 黒      | ＣＨＲ．ＮＯＢＯＧ                                            | 「Ｐａｒａ ｂｅｌｌｕｍ」 | AB型   |
| 〃〃水助 | 〃・水          | 〃      | 〃                                                            | 〃 〃 | 〃〃   |

## Parenthèses et guillemets
Parenthèses et guillemets japonais (括弧, kakko).
| Texte en japonais |
| --- |
| 悪に傾くは優しくないよ〔なんだよ?!〕だから、優しいでいてください。〔真面目か。〕⋯⋯⋯優しいでいるは良くなります〔もう〜、ったく⋯〕、ね。                                                          |
| Traduction |
| « C'est pas gentil d'être méchant (N.D.L.R. : de quoi ?!), donc sois gentil s'il-te-plaît (N.D.L.R. : elle est sérieuse, là ?)… C'est mieux d'être gentil (N.D.L.R. : pff… j'te jure…), non ? » |

| Japonais                         | Transcription | Traduction               |
| -------------------------------- | ------------- | ------------------------ |
| 言【こと】                       | koto          | mot ; remarque           |
| ことば【言葉】                   | kotoba        | langage ; dialecte       |
| Ｏ型【オーがた】                 | Ō‑gata        | (groupe sanguin) type O  |
| ラディグデュく【ラディグデュ区】 | Radigudyu‑ku  | « Quartier Ladighedult » |

## Signes phonétiques et diacritiques
Signes phonétiques japonais (発音記号, hatsuonkigō) et diacritiques.
| Japonais       | Transcription | Note |
| -------------- | ------------- | --- |
| かた →かった   | kata→katta    | En API : /kata/ → /kat.ta/. |
| ったく         | 'ttaku        | Forme élidée de mattaku, « vraiment » ou « franchement » ; interjection pour exprimer brièvement un « Roh, sérieux… » ou « J'te jure… » avec lassitude, irritation, ennui ou agacement.                                                        |
| めっっっっちゃ | mecccccha     | Forme amplifiée de meccha, « très », « extrêmement » ou « excessivement » ; adverbe argotique employé comme superlatif, par exemple un « troooop … » ou « carrément … » avec exagération à la place de « très … », dans le dialecte du Kansai. |
| なんっ？！     | Nan’?!        | Forme élidée de nani, « quoi » ; peut se comprendre comme un « Que… ?! » ou « Qu‐ ?! » interrompu au lieu de « Quoi ?! », que ce soit subi ou pour marquer la surprise.                                                                        |

| Japonais                               | Transcription          | Note |
| -------------------------------------- | ---------------------- | --- |
| シャルル゠ピエール・ボードレール       | Sharuru‑Piēru Bōdorēru | Charles-Pierre Baudelaire |
| いやーん！                             | Iyān!                  | Interjection « Non ! » , « Nan ! » ou « Pas moyen ! » féminine radicale indiquant l'impératif négatif pour signifier un désaccord, une injonction, une interdiction, un refus, un rejet… |
| あーあー、アーアー、あーーー、アーーー | Aaaa ; Ā               | Interjection « Aaah ! » ou « Oooh ! » de désespoir, de résignation, d'ennui, de déception, de dégoût…                                                                                    |
| じーーー                               | jiiii ; jī             | Onomatopée de regard fixe et intense. |

| Japonais                                        | Transcription                          | Note |
| ----------------------------------------------- | -------------------------------------- | --- |
| ただいま                                        | tadaima                                | Expression pour dire « je suis rentré ! » ou « je suis revenu ! ».                                                    |
| どうぞ召し上がれ                                | dōzo meshiagare                        | Formule de politesse pour inviter quelqu'un à apprécier son repas ; culturellement équivalent à un « Bon appétit ! ». |
| ジャパニメーション                              | Japanimēshon                           | Japanimation, wasei-eigo désignant exclusivement, parfois péjorativement, l'animation japonaise.                      |
| 『クライシス コア -ファイナルファンタジーVII-』 | Kuraishisu Koa -Fainaru Fantajī Sebun- | CRISIS CORE -FINAL FANTASY VII-                                                                                       |

| Japonais                                                        | Transcription                                             | Note |
| --------------------------------------------------------------- | --------------------------------------------------------- | --- |
| ハハ(1) →パパ(2)                                                | haha(1)→papa(2)                                           | (1) Interjection « Ha ha ! » rieuse. (2) Transcription du mot français « papa » ; parfois utilisé en japonais à la place d'un équivalent natif dans le même sens affectueux et/ou informel. |
| ヒッピー                                                        | Hippī                                                     | hippie |
| フィリップ                                                      | Firippu                                                   | Philippe/Filip, Roi des Belges |
| ペルセースの子の女神ヘカテー                                    | Perusēsu no ko no megami Hekatē                           | la déesse Hécate, fille de Persès |
| ホポカン                                                        | Hopokan                                                   | Hopocan |
| セ゚プ、チェプ、ｃｅｐ(3)（チェプ） チエプ、ｃｉｅｐ(4)（チエプ） | « cep »(3) (rōmaji : chepu) « ciep »(4) (rōmaji : chiepu) | (3) « Poisson », « saumon » en aynu. (4) Variante dialectale. |

## Signes de ponctuation
Signes de ponctuation japonais (句読点, kutōten).
| Japonais                                               | Transcription                                                     | Traduction                                                 |
| ------------------------------------------------------ | ----------------------------------------------------------------- | ---------------------------------------------------------- |
| 日曜日・月曜日・火曜日・水曜日・木曜日・金曜日・土曜日 | nichiyōbi, getsuyōbi, kayōbi, suiyōbi, mokuyōbi, kin'yōbi, doyōbi | Dimanche, lundi, mardi, mercredi, jeudi, vendredi, samedi. |
| ダンテ・アリギエーリ                                   | Dante Arigiēri                                                    | Dante Alighieri                                            |
| J・R・R・トールキン                                    | Djē Āru Āru Tōrukin                                               | J. R. R. Tolkien                                           |
| モルガン・ル・フェ                                     | Morugan Ru Fe                                                     | la fée Morgane                                             |

| Japonais                               | Transcription                 | Traduction                     |
| -------------------------------------- | ----------------------------- | ------------------------------ |
| フランソワ゠ルネ・ド・シャトーブリアン | Furansowa‐Rune do Shatōburian | François‐René de Chateaubriand |
| ノートル゠ダム                         | Nōtoru‐Damu                   | Notre-Dame                     |
| モン・サン゠ミシェル                   | Mon San‐Misheru               | le Mont Saint‐Michel           |
| オーストリア゠ハンガリー帝国           | Ōsutoria‐Hangarī teikoku      | l'Empire austro‐hongrois       |

## Autres signes
| Japonais                                   | Transcription                                       | Traduction                                                                       |
| ------------------------------------------ | --------------------------------------------------- | -------------------------------------------------------------------------------- |
| アンビオリクス×カトゥウオルコス            | Anbiorikusu × Katūorukosu                           | « Ambiorix & Catuvolcos »                                                        |
| 雄×雌                                      | osu × mesu                                          | « mâle et femelle » (peut aussi faire intuitivement référence à la reproduction) |
| 織田信長×豊臣秀吉×徳川家康                 | Oda Nobunaga × Toyotomi Hideyoshi × Tokugawa Ieyasu | les unificateurs Oda Nobunaga, Toyotomi Hideyoshi et Tokugawa Ieyasu             |
| Dianthus caryophyllus × Dianthus plumarius |                                                     |                                                                                  |

| Japonais | Transcription | Traduction        |
| --- | ------------- | ----------------- |
| ゾ○○ | zo**          | z**bie            |
| この○○ | kono**        | « co**ard »       |
| ○○がき | **gaki        | « petite m**** »  |
| ○○の子 | **** no ko    | « l'enfant de … » |
| Texte en japonais |               |                   |
| 次の文を正しく完成させてください: 「昨日は祇園祭に焼きそばを食べ○○。」 「赤穂事件の○○人の浪人か武士。」                                            |               |                   |
| Traduction |               |                   |
| « Complétez correctement ces phrases : ‹ Hier, j'ai mang__ des yakisoba au festival de Gion. › ‹ Les __ rōnin ou samurai de la vendetta d'Akō. › » |               |                   |

| Japonais                  | Transcription                | Note |
| ------------------------- | ---------------------------- | --- |
| 月〜金曜日                | getsuyōbi kara kin'yōbi made | « de lundi à vendredi » |
| 東京〜京都                | Tōkyō kara Kyōto made        | « depuis Tokyo jusqu'à Kyoto » |
| 『藍より青し〜縁〜』      | Ai Yori Aoshi 〜Enishi〜     | Seconde saison de l'adaptation animée non traduite du manga Bleu indigo (藍より青し, Ai Yori Aoshi) ; ici, ladite saison est littéralement sous‑titrée « ‐ Destinée ‐ ». |
| Ｌ’Ａｒｃ〜ｅｎ〜Ｃｉｅｌ | Raruku〜an〜Shieru           | L'Arc〜en〜Ciel |

| Texte en japonais                                                                              |
| ---------------------------------------------------------------------------------------------- |
| ドキドキが速力を落とす・・・・・・そうですか。・・・・・・さあ・・・・・・そして、・・・・・・ |
| Traduction                                                                                     |
| « Les battements ralentissent… C'est donc cela ?… Va savoir… ainsi donc, je… »                 |

| Japonais                                                                                               | Transcription                                                     | Traduction |
| --- | ----------------------------------------------------------------- | --- |
| ｔｈｅ ｉｍａｇｉｎａｒｙ / 「この曲は存在しない」※仏版。                                              | The imaginary / Kono kyoku wa sonzaishinai ※Futsu‑ban.            | the imaginary — Cette chanson n'existe pas (version FR) |
| 天照大神 ※または天照大御神、天照皇大神。                                                               | Amaterasu Ōkami ※mata wa Amaterasu Ōmikami, Amaterasu‑sume‑ōkami. | Amaterasu Ōkami (« la grande déesse qui illumine le Ciel »). NB : aussi Amaterasu Ōmikami (« Grande et vénérable déesse illuminant le Ciel »), ou encore Amaterasu‑sume‑ōkami (« L'auguste grande déesse illuminant le Ciel »). |
| Texte en japonais                                                                                      |                                                                   | |
| 「Il fait froid, ça pèle.」記事は酒井晋羅に日本語で再読した。 ※著者自身。                              |                                                                   | |
| Traduction                                                                                             |                                                                   | |
| « L'article ‹ Il fait froid, ça pèle. › a été relu en japonais par Sakai Fura*. * L'auteur lui-même. » |                                                                   | |
| Texte en japonais                                                                                      |                                                                   | |
| ・・・、前の夜はそのオオカミ※を会いました。・・・ ・・・。 ※実際は狼犬。                               |                                                                   | |
| Traduction                                                                                             |                                                                   | |
| « (…) et j'ai rencontré ce loup⁴ la veille au soir. (…) ⋮ ⁴ En fait, un chien-loup. »                  |                                                                   | |

## Symboles spécifiques
| Symbole | Code JIS X 0208 | Unicode | Nom(s)                                                                 | Utilisation                                                                                    |
| ------- | --------------- | ------- | ---------------------------------------------------------------------- | ---------------------------------------------------------------------------------------------- |
| 〒      | 2229            | U+3012  | Yūbin (郵便)                                                           | Utilisé pour indiquer les bureaux de poste sur les cartes ou placé juste avant un code postal. |
| 〶      | Aucun           | U+3036  | Variante du précédent caractère.                                       |                                                                                                |
| 〠      | Aucun           | U+3020  | Variante du précédent caractère.                                       |                                                                                                |
| 〄      | Aucun           | U+3004  | Jisumāku (ジスマーク, JIS mark) Nihon kōgyō kikaku (日本工業規格, JIS) | Indique qu'un produit est conforme au Japanese Industrial Standard.                            |
| Ⓧ       | Aucun           | U+24CD  |                                                                        |                                                                                                |
| Ⓨ       | Aucun           | U+24CE  |                                                                        |                                                                                                |